# Zengőlegyek
A zengőlegyek (Syrphoidea) a rovarok közé tartozó kétszárnyúak (Diptera) rendjében a homlokrés nélküli legyek (Aschiza) fajcsoport egyik, rendkívül fajgazdag öregcsaládja.

## Elterjedésük
Közel 6000 fajukból mintegy 800 él Európában; közülük Magyarországról 390 ismert.

## Megjelenésük, felépítésük
Külsejük meglehetősen változatos, de felismerhetők szárnylemezük egy megvastagodott ráncáról (ez az úgynevezett „álér”) és a szárnyerezet hosszú, de zárt végsejtjéről.
Sok faj külseje, színe, mintázata méhekre vagy darazsakra emlékeztet, és ezzel az álcázással sok madarat be tudnak csapni. A megfigyelő azonban könnyen felismerheti légy voltukat arról, hogy csak egy pár szárnyuk van, és a csápjaik is aprók.

## Életmódjuk, élőhelyük
Nappali rovarok; kimondottan kedvelik az árnyas utakra beeső napsugarakat. Szárnyaikat gyorsan rebegtetve képesek a levegőben egy helyben repülni. Ha megriasztják őket, gyorsan odébbállnak, de kisvártatva többnyire visszatérnek előző figyelőhelyükre.
Virágokat látogatnak, és azokon nektárral és virágporral táplálkoznak. Külön kedvelik az ernyős virágokat, mert azokon üldögélve rövid nyelvükkel is könnyen hozzáférnek táplálékukhoz.
Évi egy-, két- és többnemzedékes fajaik is vannak.
Lárváik életmódja változatos: a fajok mintegy 40%-a ragadozó (közülük sokan levéltetvekre vadásznak), a korhadékevők rothadó anyagokban élnek, néhány élő növényeket károsít és vannak méh- vagy darázsfészkekben élősködők is. A ragadozó fajok nőstényei jellemzően a már kialakult levéltetű telepek mellé rakják petéiket, hogy a kikelő lárvák biztos táplálékot találjanak.